# Horst Wörner
Horst Wörner (* 12. März 1934 in Eßlingen am Neckar; † 31. März 2014) war ein deutscher Zahnmediziner und Professor.

## Leben
Nach dem Abitur an dem Georgii-Gymnasium studierte Wörner an der Eberhard Karls Universität Tübingen und der Ludwig-Maximilians-Universität München Zahnmedizin. 1953 wurde er Mitglied der Landsmannschaft Schottland. 1959 promovierte er mit der Dissertation Über die Ausscheidung von niedermolekularem Kollidon nach intraperitonealer und subcutaner Infusion zum Dr. med. dent. An der Universität Tübingen habilitierte sich Wörner 1969 mit der Schrift Der Einfluß von Hydrocortisongaben während der Zahnentwicklung auf Qualität und Bau der Zahnhartsubstanzen und wurde apl. Professor.

## Veröffentlichungen
- Der Einfluß von Hydrocortisongaben während der Zahnentwicklung auf Qualität und Bau der Zahnhartsubstanzen. Carl Hanser Verlag, München 1972
- mit Kraft Bollinger und Richard Schick: Fachkunde für die Zahnarzthelferin. Deutscher Ärzte-Verlag, 1981, ISBN 978-3-7691-0114-0
- Röntgen beim Zahnarzt: Leitfaden für das Praxisteam. Deutscher Ärzte-Verlag, 1988, ISBN 978-3-7691-4026-2